# Юфка
Юфката е тънък безквасен хляб в турската кухня. Подобен е на лаваша и е около 40 – 50 cm в диаметър. Обикновено се прави от пшенично брашно, вода и сол. След като се омеси, тестото се оставя за 30 минути. Парчетата тесто (150 – 200 g) се оформят в топки, след което се разстилат на кръгли листове. Те се пекат в тава за 2 – 3 минути. През това време хлебчетата се обръщат веднъж, след като станали кафяви. След изпичане, юфката има ниско съдържание на влага и дълготрайност. Преди консумация, сухата юфка се поръсва с топла вода и се оставя така 10 – 12 минути.
В България и Северна Македония, юфката е специален вид домашни макаронени изделия, които на вид са плоски и ръбести. В Сърбия, юфката е много тънък и дълъг лист тесто, който се използва за изпичане на сладки ястия.
На 30 ноември 2016 г. съвместно предложение на Азербайджан, Иран, Казахстан, Киргизстан и Турция вписва юфката в списъка на нематериалното културно наследство на човечеството на ЮНЕСКО.